# Run Silent, Run Deep
Run Silent, Run Deep is een Amerikaanse zwart-wit oorlogsfilm uit 1958 met Clark Gable en Burt Lancaster in de hoofdrol. De film werd gemaakt door de eigen productiemaatschappij van Burt Lancaster. 
Destijds werd de film in Nederland uitgebracht onder de titel Sluipvaart in de Pacific.

## Verhaal
Richardson (Clark Gable) was de kapitein van een onderzeeër die door de Japanners tijdens de oorlog werd getorpedeerd. Na een jaar in een kantoorbaan grijpt hij de kans om opnieuw kapitein van een onderzeeër te worden. Hij wil koste wat het kost de torpedobootjager vinden, die zijn duikboot tot zinken heeft gebracht. Zijn vastberadenheid en onorthodoxe methodes wekken diverse reacties op bij de bemanningsleden van de onderzeeër, waaronder de eerste officier (Burt Lancaster) die erop gerekend had kapitein te worden.

## Rolverdeling
| Acteur         | Personage  |
| -------------- | ---------- |
| Clark Gable    | Richardson |
| Burt Lancaster | Bledsoe    |
| Jack Warden    | Mueller    |
| Brad Dexter    | Cartwright |
| Don Rickles    | Ruby       |
| Nick Cravat    | Russo      |
| Joe Maross     | Kohler     |
| Mary LaRoche   | Laura      |
| Eddie Foy III  | Larto      |
| Rudy Bond      | Cullen     |